# Wahnwegen
Wahnwegen là một đô thị ở huyện Kusel, bang Rheinland-Pfalz, phía tây nước Đức. Đô thị Wahnwegen có diện tích 4,64 km².